# Naser Orić
Naser Orić (nacido en Potočari, Bosnia y Herzegovina, el 3 de marzo de 1967) es un antiguo militar que estuvo al mando de las fuerzas del Ejército de la República de Bosnia-Herzegovina en el enclave de Srebrenica, en Bosnia oriental, rodeado por las fuerzas serbias, durante la guerra de Bosnia. En 2006 fue condenado a dos años de prisión por el Tribunal Penal Internacional para la ex Yugoslavia (TPIY) en Holanda por no impedir la muerte de cinco y el maltrato de once serbobosnios detenidos durante el período comprendido entre fines de 1992 a principios de 1993, sobre la base de la responsabilidad penal superior. Fue absuelto de los otros cargos en que fue imputado: destrucción arbitraria y daños a infraestructuras civiles más allá del ámbito de la necesidad militar.

## Formación
Al finalizar la educación secundaria se incorporó al Ejército Popular Yugoslavo (JNA) en 1985/1986, donde sirvió en una unidad especial de defensa nuclear y química. Dejó el ejército con el rango de cabo.
En 1988, tras un curso de capacitación de seis meses, sirvió en Belgrado como agente de policía en prácticas. Luego pasó a la unidad de policía para acciones especiales, y en 1990, se desplazó a Kosovo como miembro de una unidad especial de policía del ministerio del interior yugoslavo. Posteriormente, regresó a Belgrado, donde formó parte del cuerpo de seguridad de Slobodan Milošević, y colaboró en sofocar los disturbios civiles del 9 de marzo de 1991 de protesta contra la guerra.
En agosto de 1991, Orić fue trasladado a una comisaría de policía de Ilidža, en las afueras de Sarajevo, Bosnia, y a finales de 1991, a la comisaría de policía de Srebrenica, donde se convirtió, en abril de 1992, en jefe de policía de Potočari.

## Guerra de Bosnia

### Defensa territorial
Con la desintegración de la República Federal Socialista de Yugoslavia, un cuadro de personal compuesto por ex oficiales de Ejército Popular Yugoslavo comenzó a prepararse para la defensa de Bosnia y Herzegovina. El 8 de abril de 1992, la Presidencia de Bosnia y Herzegovina estableció la Defensa territorial.
A mediados de abril de 1992, se formó la unidad de Potočari, y Orić se convirtió en su comandante, para serlo también, en mayo, de la de Srebrenica, así como miembro del Comando Militar Principal de Srebrenica desde su creación el 1 de julio del mismo año.

### Ejército de Bosnia y Herzegovina
Oficialmente, el Ejército de la República de Bosnia-Herzegovina (ARBiH) se formó el 15 de abril de 1992. En septiembre, Srebrenica fue la sede del renombrado Cuartel General de las Fuerzas Armadas de Srebrenica, del cual Orić era el comandante. En noviembre fue nombrado también Comandante de las fuerzas armadas conjuntas de la subregión de Srebrenica, abarcando su mando las regiones geográficas de varios municipios: Srebrenica, Bratunac, Vlasenica y Zvornik en el este de Bosnia.
En 1994, todas las unidades bajo el mando de Orić fueron nombradas el 8.º Grupo Operativo de Srebrenica, del 2.º Cuerpo de la ARBIH, con sede en Tuzla. El 12 de julio de 1994, Orić fue ascendido al rango de Brigadier, y recibió la mayor condecoración otorgada por el Jefe del Estado Mayor del Mando Supremo del ejército bosnio.
A principios de 1995, el 8.º G.O. de Srebrenica fue renombrado como 28.ª División de Montaña del 2.º Cuerpo del ARBiH.

### La guerra en Srebrenica
En los primeros meses de la guerra, Srebrenica, Bratunac y otras ciudades cercanas, cayeron bajo control serbio, y la población musulmana fue obligada a irse, en el principio de la limpieza étnica, y sus pertenencias destruidas, produciéndose además asesinatos en masa. Entonces Orić reorganizó su unidad y comandó una serie de operaciones que devolvieron a los bosnios el control de la ciudad. Durante esta etapa algunas aldeas serbias sufrieron ataques y matanzas contra la población civil de las que muchos culpan a Orić como máximo responsable. 
Estos hechos acentuaron el odio entre las etnias y tendrían terribles consecuencias en el fatal desenlace del enclave. En los días siguientes, los bosnios que habían huido al bosque o a zonas cercanas regresaron a sus casas en Srebrenica, siendo esta vez la minoría serbia la que fue víctima de la limpieza étnica. Las fuerzas bosnias controlaron la ciudad durante unos tres años, mientras que la casi totalidad de los habitantes serbios huyeron a Bratunac y lugares próximos.
Durante esta época, se produjo la mayor ofensiva bosnia sobre la zona; liderados por Orić se llevaron a cabo ataques a aldeas de los alrededores de Srebrenica durante la segunda mitad de 1992 y el invierno de 1993, que fueron el motivo para su posterior acusación por el TPIY de crímenes de guerra. Sin embargo, sólo algunos de los ataques mencionados en la acusación del TPIY fueron confirmados por el Tribunal, como en los ataques y la destrucción de los pueblos de Kravica, Siljkovići, Bjelovac, Fakovići y Sikirić, en que la sentencia afirma que la acusación no presentó pruebas convincentes de su responsabilidad. Lo cierto es que en esas fechas son numerosos los testigos que afirman que la ofensiva bosnia ocasionó una verdadera masacre entre la población serbia. Existe gran controversia en cuanto al número de civiles serbios asesinados durante esta campaña: las cifras varían entre los 1.400 y los 3.500 según quien las ofrezca. La comisión para crímenes de guerra de la República Srpska dio el número de 995 víctimas serbias en los municipios de Bratunac, Srebrenica y Skelani.
Las fuerzas serbias del Ejército de la República Srpska (VRS) iniciaron en febrero de 1993 una ofensiva a gran escala, rodearon Srebrenica y comenzaron a bombardear la ciudad. La zona fue declarada "área segura" por la ONU, y miles de refugiados musulmanes expulsados de los alrededores buscaron allí refugio. Finalmente, en julio de 1995, las fuerzas del general serbobosnio Ratko Mladić tomaron la ciudad, tras lo cual se produjo la masacre de Srebrenica. Sin embargo, Orić, junto con el resto de altos mandos, habían sido evacuados en helicóptero en mayo de 1995, dos meses antes de la caída del enclave. Orić mantuvo que se le ordenó abandonar mientras que el gobierno bosnio afirmó que lo hizo por decisión propia.

## Procesamientos por crímenes de guerra
La acusación en el TPIY contra Orić se presentó el 17 de marzo de 2003 y fue confirmada el 28 de marzo. Fue acusado de dos cargos de responsabilidad individual y cuatro cargos de responsabilidad de mando por violaciones de las leyes o usos de la guerra, y fue detenido sin incidentes por personal de SFOR en su gimnasio de Tuzla el 10 de abril, y trasladado a La Haya al día siguiente.

### Acusación
Orić fue acusado de no tomar las medidas necesarias y razonables para prevenir la tortura y el trato cruel de once hombres y el asesinato de otros siete serbios detenidos en el cuartel de policía de Srebrenica en 1992/1993.
También fue acusado de haber ordenado (y dirigido) numerosas incursiones de guerrilleros en unas 50 aldeas pobladas por serbios en el período 1992-1993, especialmente en los municipios de Bratunac y Srebrenica. En el curso de tales actividades de combate, edificios, viviendas y otros bienes de serbios de Bosnia, fueron quemados y destruidos, teniendo como resultado, la huida de miles de ellos de la zona.

### El juicio
El juicio comenzó el 6 de octubre de 2004 y la fiscalía concluyó su caso el 1 de junio de 2005. La defensa se inició el 4 de julio de 2005 y finalizó el 10 de abril de 2006. La fiscalía pidió 18 años de prisión, mientras que la defensa solicitó una sentencia absolutoria. En total hubo 182 días de juicio, declararon 82 testigos, y exhibidas 1649 pruebas. La decisión del caso fue emitida el 30 de junio de 2006.

### Veredicto
El Tribunal Internacional para la ex Yugoslavia (TPIY), condenó a Naser Orić por no impedir el asesinato y el trato inhumano de prisioneros serbios. Condenado a dos años de prisión, fue puesto en libertad inmediatamente, pues ya los había cumplido durante el juicio. Fue absuelto de participación directa en el asesinato masivo de serbios, y de la responsabilidad por la destrucción arbitraria de viviendas y bienes.
El 31 de julio de 2006, la fiscal jefe de la ONU, Carla del Ponte, anunció que estudiarían la apelación de la sentencia, que consideró demasiado corta. Sin embargo, no fue así, y Orić salió en libertad.
Desde 2007, Naser Orić está incluido en la Lista negra de los Estados Unidos de América, como una de las personas que tienen su entrada prohibida en el país.
El 3 de julio de 2008, la Cámara de Apelaciones del TPIY anuló la sentencia del caso Orić y declaró su absolución, tras lo cual los gobiernos de Serbia y Rusia manifestaron su repulsa y solicitaron el cierre del tribunal por su parcialidad.

### 2015: encarcelamiento en Suiza y extradición por nuevos cargos
El 2 de febrero de 2014, la Oficina Central Nacional de Interpol para Serbia emitió una orden de arresto contra Naser Orić a pedido del Ministerio de Justicia de Serbia por sospecha de crímenes de guerra contra la población civil en las aldeas alrededor del municipio de Srebrenica en julio de 1992.
La policía fronteriza suiza lo arrestó el 10 de junio de 2015 en la frontera franco-suiza con base en una orden de Serbia. El gobierno bosnio vio este hecho como un ataque de Serbia para causar tensiones un mes antes del vigésimo aniversario del genocidio de Srebrenica.
La orden de la fiscalía serbia alegaba que Orić y el soldado del ejército bosnio Sabahudin Muhic mataron a tres prisioneros de guerra serbobosnios en las aldeas de Zalazje, Lolici y Kunjerac en 1992, tres años antes del ataque de 1995 contra Srebrenica. Sin embargo, fue extraditado a Bosnia y Herzegovina, no a Serbia. En 2018, el Tribunal Estatal de Sarajevo lo absolvió.